# Яловка (Узденский район)
Яловка (бел. Яло́ўка) — деревня в Узденском районе Минской области Беларуси. Входит в состав Дещенского сельсовета.

## География
Расположена в 17 км на юго-западе от Узды, в 40 км на севере от Минска, в 25 км на северо-западе от железнодорожной станции Койданово.

## История
До 30 октября 2009 года деревня входила в состав Теляковского сельсовета.

## Население

### Численность
- 2019 год — 32 жителя

### Динамика
- 1999 год — 85 жителей (перепись населения)
- 2009 год — 40 жителей (перепись населения)
- 2019 год — 32 жителя (перепись населения)

## Климат
Климат здесь умеренный, с теплым летом и мягкой зимой. Средняя температура января минус 6,8 °С, июля плюс 17,5 °С. Зимой дуют южные ветры, а летом восточные и северо-восточные. Средняя скорость ветра 3 м/с. Годовое количество осадков 550-650 мм.